# しし座AD星
| 太陽 | しし座AD星 |
| ---- | ---------- |
| 太陽 | Exoplanet  |

しし座AD星(AD Leonis)またはグリーゼ388は、しし座の方向に約16光年と比較的近い位置にある赤色矮星である。しし座AD星は、スペクトル型M3.5Vの主系列星である。閃光星であり、光度がランダムに上昇する。

## 特徴
しし座AD星は赤色矮星である。スペクトル型はM3.5eVで、スペクトル中に輝線を持つことを示している。三角法により測定した距離は15.9光年で、視等級は9.43である。完全な対流層を持ちうる質量を超える太陽質量の39から42%で、半径は太陽半径の39%である。自転速度はわずか3km/sであるが、自転周期は2.24日である。比較的若い恒星で、2500万歳から3億歳と推定されている。
1949年に、リック天文台のKatherine C. GordonとGerald E. Kronにより初めて変光が観測された。しし座AD星は、既知の最も活発な閃光星であり、閃光からの放射は、X線として観測される。表面の正味の磁流は約3kGである。恒星黒点を除いて、表面の約73%が磁場の活発な領域で覆われている。X線によるコロナの測定では、恒星の大きさの約30%にもなるコンパクトなループ構造が観測された。
1943年にマコーミック天文台のDirk Reuylによって行われた固有運動の研究では、伴星を持っている可能性が示唆された。しかし、1968年にスプロール天文台のSarah Lee Lippincottによって行われた研究では、この結果を確認することができなかった。1997年に行われた近赤外線スペックル干渉計による探索では、恒星から1から10天文単位を公転する伴星は検出されなかった。2001年にはコロナグラフが撮影されたが、やはり伴星は検出されなかった。伴星の存在を示唆するような視線速度の変動も見つかっていない。
この恒星は、銀河系の中を0.028の軌道離心率で公転しており、銀河核に最も近い時の距離は8442パーセク、最も遠い時の距離は8926パーセクである。軌道傾斜角により、銀河面から121パーセクまで離れる。